# تاريخ علم الحاسوب

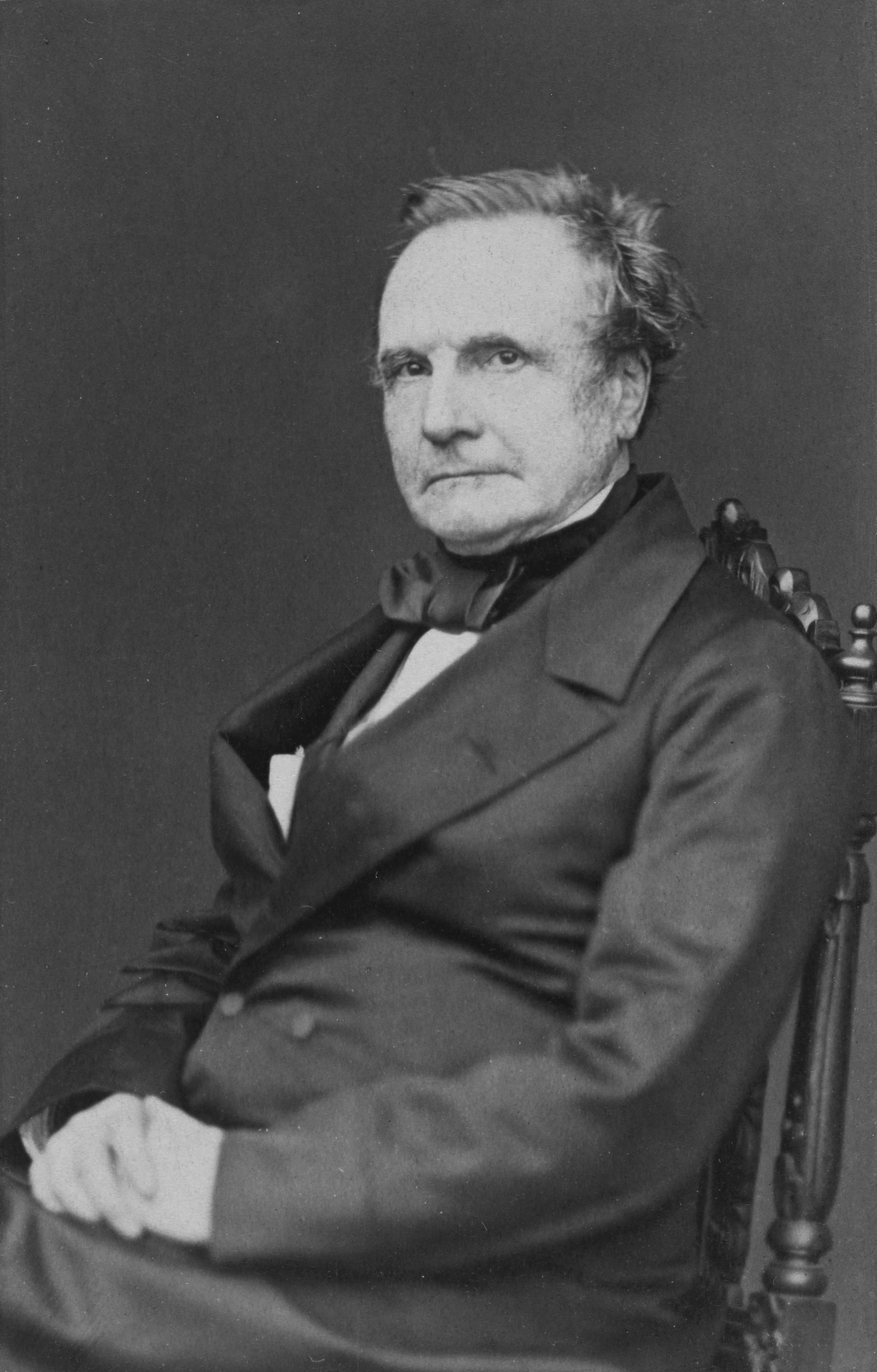

بدأ تاريخ علم الحاسوب قبل وقت طويل من ظهور فرع المعرفة الحديث علوم الحاسوب الذي ظهر في القرن العشرين ولاح أفقه في القرون السابقة. إن التقدم من الاختراعات الآلية والنظريات الرياضية إلي المفاهيم والآلات الحديثة شكّل مجال أكاديمي رئيسي ليكون الأساس لصناعة هائلة منتشرة على مستوى العالم.

## الحاسب القديم
المقالات الأساسية: تاريخ الحوسبة والتسلسل الزمني للحوسبة 2400 ق.م ـ 1949
كان العداد أول الأدوات المعروفة للاستخدام في الحساب ومن المعتقد أنه اُختراع في بابل حوالي عام 2400 ق.م، وكان علي هيئة خطوط مرسومة علي الرمال مع وضع حصي. كان ذلك أول حاسوب وأكثر نظم الحساب المتقدمة المعروفة حتي الآن الذي سبق الطرق اليونانية بحوالي 2000 عام. لا زالت تستخدم العدادات ذات التصميم الحديث كأدوات حساب حتي الآن.
يُعتقد ان آلية أنتيكيثيرا أول حاسب تناظري آلي معروف. وقد تم تصميمه لحساب المواقع الفلكية. تم اكتشافه في عام 1901 في حطام السفينة أنتيكيثيرا علي شواطئ جزيرة اليونان بين كيثيرا وكريت ويرجع عمرها إلي حوالي 100 ق.م. لم تظهر المصنوعات التكنولوجية ذات هذا النوع من التعقيد حتي القرن الرابع عشر عندما ظهرت ساعة فلكية في أوروبا.
في القرن الثالث بعد الميلاد ظهرت عربة ثنائية العجلات تعمل كبوصلة في تاريخ الصين وقد كانت أول آلية ترس تستخدم الترس التفاضلي الذي تم استخدامه بعد ذلك في الحاسبات التناظرية. كما اخترعت الصين (منطقة) عداد أكثر تعقيدا في حوالي القرن الثاني الميلادي والذي يُعرف باسم العديد الصيني.[بحاجة لمصدر]
ظهرت أجهزة الحساب التناظري الآلية مرة أخرى بعد ألف عام في العصر الذهبي للإسلام وتتضمن أمثلة علي الأجهزة من هذه الفترة أداة الحساب الفلكي (إكواتوريوم) التي اخترعها إبراهيم بن يحيى الزرقالي، وأسطرلاب ذو الترس الميكانيكي الذي اخترعه أبو الريحان البيروني وجهاز رصد الأجرام السماوية الذي اخترعهجابر بن أفلح. بني المهندسون المسلمون عدد من آلة ذاتية التشغيل بما في ذلك بعض الآلات الموسيقية التي يمكن برمجتها لتشغيل أنماط موسيقية مختلفة. تم تطوير هذه الأجهزة علي يد أخوة بني موسي والجزري. كما حقق علماء الرياضيات المسلمين تقدم هام في علم التعمية مثل تطوير تحليل الشفرات وتحليل التكرار بواسطة يعقوب بن إسحق الكندي.
عندما اكتشف محمد بن موسى الخوارزمي الخوارزميات لأغراض الحوسبة في مطلع القرن السابع عشر، تبع ذلك فترة من التقدم الكبير صنعه المخترعون والعلماء في أدوات الحساب. في عام ض632 قام فيلهلم شيكارد بتصميم آلة حسابية لكنه تخلي عن هذا المشروع عندما تدمر النموذج الأولي الذي بدأ بناؤه في حريق عام 1624. في عام 1640 تقريباً، قام بليز باسكال وهو عالم رياضيات فرنسي رائد ببناء أول جهاز جمع ميكانيكي علي أساس تصميم وصفه هيرو السكندري عالم رياضيات في حضارة الإغريق. ثم في عام 1672 اخترع غوتفريد لايبنتز جدول الحسابات المتدرج الذي اكمله في عام 1694.
لم تكن أي من أجهزة الحاسوب القديمة حاسوب بالمعني الحديث فقد استغرق الأمر حدوث تقدم حقيقي في علم الرياضيات والنظرية قبل إمكانية تصميم الحاسبات الحديثة.

## الخوارزميات
في القرن السابع قام براهماغوبتا عالم الرياضيات الهندي بوضع أول شرح لـ نظام العد الهندي العربي واستخدام 0 (عدد) باعتباره رمز رياضي ورقم
في العام 825 تقريبا قام عالم الرياضيات المسلم محمد بن موسى الخوارزمي بتأليف كتاب «عن الحساب باستخدام الأرقام الهندية» وقد كان مسؤلا في الاساس عن انتشار نظام العد الهندي العربي في الشرق الأوسط وفي أوروبا. في القرن الثاني عشر تقريباً تمت ترجمة هذا الكتاب إلي لغة لاتينية: Algoritmi de numero Indorum. قدمت هذه الكتب مفاهيم أحدث لتكوين سلسلة من الخطوات لتحقيق المهمة مثل التطبيق المنظم للحساب علي الجبر والذي استمدينا من اسمه مصطلح خوارزمية.

## المنطق الثنائي
في حوالي القرن الثالث ق.م. اكتشف عالم الرياضيات الهندي بنجالا نظام عد ثنائي. وفي هذا النظام الذي يستخدم حتي الآن في الحاسبات الحديثة يمكن أن يمثل تتابع من الأعداد 1 (عدد) والصفر أي رقم.
في 1703 قام غوتفريد لايبنتز بوضع منطق بالمعني الرياضي الرسمي من خلال كتاباته عن النظام العددي الثنائي. في هذا النظام يمثل الواحد والصفر القيم الصحيحة والخاطئة أو حالات التشغيل والتوقف. لكن الأمر استغرق قرنا قبل أن ينشره جورج بول في كتابة الجبر البولياني عام 1854 مع وضع نظام كامل يسمح بأن تتم النمذجة الرياضية للعمليات الحسابية.
في هذا الوقت تم اختراع أول جهاز ميكانيكي يعمل بالنمط الثنائي. ساعدت ثورة صناعية علي تقدم ميكنة العديد من المهام وهذا يتضمن نسج. كما أن البطاقات المثقبة في منسج جاكارد الذي اخترعه جوزيف ماري في 1801 حيث يشير الثقب في البطاقة إلي الواحد ثنائي أما المكان الغير مثقوب فيشير إلي الصفر الثنائي. كان منسج جاكارد أبعد ما يكون عن الحاسب الالي ولكنه أوضح أن الالات يمكن إدارتها بالأنظمة الثنائية.

## ولادة علم الحاسوب
قبل العشرينات كان بدلا من الحاسبات الآلية موظفين بشريين يؤدون الحسابات. وكانوا في صدارة الوظائف بعد الطبيب مباشرة. كان يعمل عدة آلاف من المحاسبين فيمجال التجارة والحكومة والمؤسسات البحثية ومعظمهم كان من النساء اللواتي اشتهرن بالحصول علي درجات علمية في حساب التفاضل والتكامل. وقام بعضهم بعمل الحسابات الفلكية للتقويم.
بعد فترة العشرينات ظهرت آلات الحساب التعبيري التي تعتبر آلات تقوم بعمل الحاسوب البشري خاصة تلك التي تعمل وفق الطرق الفعالة لفرضية (شيرش وتورنغ). تقول هذه الفرضية بأن الطرق الرياضية فعالة إذا أمكن تنظيمها في صورة تعليمات يمكن أن يتبعها الموظف البشري بالورقة والقلم لأطول وقت ممكن وبدون عبقرية أو براعة.
الآلات التي تحسب بقيم مستمرة أصبحت معروفة بأنها من النوع التناظري واستخدمت آلات تمثل كميات عددية مستمرة مثل زاوية دوران البرجل أو اختلاف القدرة الكهربية.
الآلات الرقمية علي العكس من التناظرية كانت قادرة علي احتمال حالة من القيم العددية وتخزن كل عدد فردي. استخدمت الآلات الرقمية مرحلات أو محركات الفروق قبل اختراع أجهزة ذاكرة اسرع.
بدأ ينتشر مصطلح آلة حاسوبية وبعد أواخر الأربعينات أصبح المصطلح حاسوب فقط هو الشائع للتعبير عن آلة رقمية إلكترونية. كانت هذه الحواسيب قادرة علي أداء كافة العمليات الحسابية التي كان يقوم بها من قبل الموظفين البشريين.
بما أن القيم المخزنة في الآلات الرقمية لم تقتصر علي الخصائص الفيزيائية مثل الأجهزة التناظرية، فقد أصبح الحاسوب المنطقي القائم علي معدات رقمية قادر علي عمل أي شيء يمكن وصفه بأنه «ميكانيكي خالص». آلة تورنغ النظرية التي اخترعها آلان تورنغ هي جهاز فرضي تم وضعه نظريا لدراسة خصائص مثل هذه الأجهزة.
انظر أيضًا: فلسفة الفيزياء وفلسفة الأحياء، وفلسفة الرياضيات وفلسفة اللغة وفلسفة العقل

## ظهور فرع للمعرفة

### الأساس النظري
كونراد زوس: 22(يونيو 1910 برلين ـ 18 ديسمبر 1995 مدينة هنفيلد بالقرب من فولدا) كان مهندس ألماني ورائد في مجال الحاسبات. كان أعظم إنجازاته أول برنامج دوال في العالم للتحكم في حاسب آلي مصنوع من آلة تورنغ وهو Z3 الذي بدأ العمل في مايو 1941. ولقد تلقي جائزة خاتم فينر فون سيمنز عام 1964 لاختراع Z3. قامت عائلته وتجارته بتمويل معظم عمله في البداية كما دعمته الحكومة الألمانية النازية.
كانت تعتبر آلة حاسوب زوس S2 أول حاسوب منضبط العمليات. في عام 1946 قام بتصميم أول لغة برمجة عالية المستوي تسمي Plankalkül وأسس زوس أول تجارة للحاسبات في الأول من أبريل 1941 وقامت هذه الشركة ببناء جهاز Z4 الذي أصبح أول حاسوب تجاري في العالم.
نظرا للحرب العالمية الثانية لم يلحظ أحد عمل زوس في المملكة المتحدة والولايات المتحدة علي الإطلاق. وكان أول تأثير مدون له علي شركة أمريكية كانت موافقة شركة آي بي إم علي براءة اختراعاته عام 1946, في أواخر الستينات اقترح زوس مفهوم الفراغ الحسابي (الفضاء الكوني القائم علي الحساب).
هناك نسخ من أجهزة Z3 و Z4 في متحف دوتشيه في ميونخ. كما أقام المتحف التقني في برلين معرضاً مخصص لمنتجات زوس يعرض آلاته الأربعة ونسخة من جهاز Z1 وبعض الوثائق الأصلية بما في ذلك مواصفات لغة Plankalkül والعديد من رسومات زوس.

## قبل الحرب العالمية الثانية وجهاز Z1, العقل الميكانيكي
ولد زوس في برلين بألمانيا عام 1910 وانتقلت عائلته إلي برانسبرج غرب بروسيا في عام 1912 حيث عمل والده موظفاً بالبريد. والتحق زوس بمدرسة هوسانيم في برانسبرج. في عام 1923 انتقلت عائلته إلي هويرسفيردا حيث حصل علي شهادة الثانوية الألمانية في 1928.
التحق بالكلية التقنية في برلين ـ شارلتنبرج ودرس الهندسة والعمارة ولكنه وجدهما مملين. فأراد دراسة الهندسة المدنية وتخرج عام 1935. عمل لفترة لشركة فورد للسيارات واستخدم مهاراته الحرفية في تصميم الاعلانات وبدأ العمل كمهندس تصميم في مصنع هنسكل للطائرات في برلين ـ سكونفيلد. لزم ذلك أن يقوم بالعديد من العمليات الحسابية الروتينية يدويا مما وجده أمرا مملاً وأدي به إلي أن يحلم بأداء العمليات الحسابية باستخدام آلة.
عمل في شقة والداه في عام 1936 وسمي أول محاولاته Z1 كانت عبارة عن آلة حاسبة ميكانيكية ثنائية علي أساس النقطة العائمة مع برمجة محدودة وقراءة التعليمات من شريط فيلمي مثقوب 35 ملم.
بنية نيومان. أنجز زوس الجهاز Z1 عام 1938 وقد تضمن حوالي 30.000 جزء معدني ولم يعمل جيدا علي الإطلاق نظرا لقلة الدقة الميكانيكية. تدمر جهاز Z1 ومخططاته الأصلية أثناء الحرب العالمية الثانية.
فيما بين عام 1939 و1945, أعاد زوس تصنيع جهاز Z1 وأصابته أزمة قلبية أثناء عمله في المشروع وقد تكلف 800.000 مارك ألماني وتطلب أربعة أفراد لتجميعه. قام بتمويل هذا المشروع شركة سيمنز ومجموعة من خمسة شركات.
الأسس الرياضية لعلم الحاسوب الحديث بدأت في الإرساء علي يد كورت غودل من خلال مبرهنة عدم الاكتمال لغودل في عام 1931. أوضح في مبرهنته أن هناك حدود لما يمكن إثباته وإنكاره باستخدام النظام الرسمي. أدي ذلك إلي أن يكون عمل غودل وغيره تحديدا ووصفا لهذه النظم الرسمية بما فيها المفاهيم مثل دوال الاستدعاء الذاتي mu-recursive functions وحسابات اللامدا.
كان عام 1936 هو الأهم لعلوم الحاسوب حيث قام آلان تورنغ وألونزو شرش كل بمفرده ومع بعضهما البعض بتقديم تشكيل خوارزمية مع فرض حدود علي ما يمكن حسابه مع نموذج ميكانيكي خالص للحوسبة.
تم تناول هذه المواضيع من خلال ما يسمس الآن فرضية تورنغ ـ شرش وهي فرضية حول طبيعة الأجهزة الحسابية مثل الحاسبات الإلكترونية. تدعي الفرضية بأن أي حساب يمكن أداؤه باستخدام خوارزمية تعمل علي الحاسوب بشرط توافر الوقت ومساحة التخزين الكافية.
كما ضم تورنغ في فرضيته وصف لـ آلة تورنغ وهي آلة ذات شريط طويل ورأس للقراءة والكتابة يمكنها التحرك علي طول الشريط مع تغير القيم طوال الوقت. بالطبع لا يمكن بناء مثل هذه الآلة لكن بالرغم من ذلك استطاع النموذج محاكاة حوسبة أي خوارزمية يمكن أداؤها بالحاسب الحديث.
كان أعمال تورنغ هامة للغاية لعلوم الحاسوب حتي أن هناك جائزة باسمه (جائزة تورنغ) و (اختبار تورنغ). وقد ساهم كثيرا في نجاح فك الشفرات البريطانية في الحرب العالمية الثانية واستمر في تصميم الحاسبات والبرمجيات طوال عقد 1940 لكنه انتحر عام 1954.
في ندوة عن الألات الرقمية واسعة النطاق أقيمت في كامبردج قال تورنغ: «لقد حاولنا بناء آبة تقوم بعمل كافة أنواع الأمور عن طريق برمجتها ببساطة بدلا من إضافة المزيد من الأجهزة إليها».
في 1948 تم بناء أول حاسب آلي عملي يمكنه تشغيل برامج مخزنة بناء على نموذج آلة تورنغ وسمى «طفل مانشستر» Manchester Baby
في عام 1950 استطاع معمل الفيزياء القومي في بريطانيا إكمال جهاز Pilot ACE وهو جهاز حاسوب صغير قابل للبرمجة قائم علي أساس فلسفة تورنغ.

### شانون ونظرية المعلومات
حتي الثلاثينات وخلالها تمكن المهندسين الكهربيين من بناء دوائر إلكترونية كهربية لحل المسائل الرياضية والمنطقية ولكن بطريقة مخصوصة تفتقر الأساس النظري. تغير ذلك علي يد كلود إلوود شانون ونشر لرسالة الماجستير الخاصة به عام 1937 بعنوان تحليل رمزي لدوائر المرحلات والمفاتيح. أثناء دراسته الجامعية إطلع شانون علي أعمال جورج بول وأدرك إمكانية استخدامه لترتيب المرحلات الكهربية الميكانيكية (التي تم استخدامها بعد ذلك في مفاتيح دوائر الهواتف) لحل المسائل المنطقية. كان هذا هو المفهوم الأساسي الذي قامت عليه الحاسبات الرقمية الإلكترونية. وأصبحت رسالته للماجستير أساس تصميم الدوائر الرقمية العملية عندما انتشرت بين مهندسي الكهرباء خلال وبعد الحرب العالمية الثانية.
استمر عمل شانون حتي اكتشف نظرية المعلومات عام 1948 في بحثه بعنوان «النظرية الرياضية للاتصال» التي طبقت نظرية الاحتمالات علي مسألة أفضل طرق تشفير المعلومات التي يرغب المرسل في نقلها. كان هذا العمل أحد الأسس النظرية للعديد من مجالات الدراسة بما في ذلك ضغط بيانات وعلم التعمية.

### فينر والسبرانية
من خلال التجارب في مجال أنظمة الدفاع ضد الطائرات التي تفسر صور الرادار للكشف عن طائرات العدو استطاع نوربرت فينر بلورة مصطلح سبرانية من الكلمة اللاتينية steersman أو مرشد دفة السفينة، فقام بنشر كتاب "علم التحكم الآلي عام 1948 الذي أثر علي ذكاء اصطناعي. كما قارن فينر بين الحوسبة (عام) وآلية الحوسبة وأجهزة الذاكرة وغيرها من المفاهيم المعرفية المتشابهة وبين تحليله لموجات الدماغ.
كان أول فيروس حاسوبي هو عثة حقيقية انحشرت بين المرحلات علي هارفارد مارك 2. بينما اختراع كلمة فيروس يرجع إلي جريس هوبر أدميرال في البحرية الأمريكية التي أدخلت فيروس بالفعل في 9 سبتمبر 1945 فتضاربت كافة الحسابات في هذا التفصيل علي الأقل. وفقا لهذه الحسابات فإن التاريخ الفعلي 9 سبتمبر 1949 عندما رفع المُشغل تقريرا بهذه الحادثة مع الحشرة وتعليقه القائل (أول حالة فعلية لوجود فيروس) (أنظر خطأ برمجي لمزيد من التفصيل)